# Mélange sulfochromique
Le mélange sulfochromique est un mélange d'acide sulfurique concentré et de dichromate de potassium ou de sodium (H2SO4 – K2Cr2O7 ou Na2Cr2O7), utilisé en dernier recours au laboratoire de chimie ou dans l'industrie pour dissoudre les matières organiques récalcitrantes à la surface de la verrerie ou pour le nettoyage d’éléments métalliques. Comme d'autres préparations de cette nature, elle peut être explosive si mal mise en œuvre (en cas de non respect du sens d'addition des réactifs ou d'ajout trop rapide).

## Préparation
Dissoudre environ cent grammes de dichromate de potassium dans un minimum d’eau (saturation), puis ajouter lentement et par petites étapes l’acide sulfurique concentré à la solution de dichromate en agitant. Comme l'acide sulfurique est plus dense, il coule au fond de la solution de dichromate et s'y mélange plus facilement tout en tranferrant sa chaleur d'hydratation à toute la masse du mélange. Lors de l’addition de l’acide, un précipité rouge se forme (effet de la force ionique de la solution et de la constante diélectrique du milieu), continuer à ajouter de l’acide jusqu’à redissolution du précipité. La solution devient brune. La réaction est très exothermique. Ajouter de l’acide sulfurique en excès (un tiers du volume après redissolution du précipité rouge) car en refroidissant le dichromate risque de reprécipiter. Pour cent grammes de dichromate, il faut environ un litre et demi d’acide sulfurique concentré. Il faut utiliser impérativement des récipients en verre, un matériau résistant à la corrosion en conditions acides et oxydantes extrêmes.

## Utilisation
- Prescrit pour le nettoyage général de la verrerie ou des équipements.
- À n'utiliser qu'en dernier recours, lorsqu’aucune autre méthode de nettoyage ne convient. Si le mélange sulfo-chromique s'avère inopérant, la solution ultime pour dissoudre le carbone élémentaire récalcitrant des résidus carbonisés à la surface du verre ou du quartz est le mélange piranha, encore plus agressif, mais instable.
- Utiliser uniquement pour le nettoyage de récipients en verre.
- Laisser tremper la verrerie à nettoyer dans un bain sulfochromique durant deux à six heures.
- Retirer la verrerie et récupérer le maximum d’acide sulfochromique dans un collecteur (bidon ou bouteille en verre) prévu à cet effet.
- Nettoyer abondamment à l’eau de ville, puis rincer à l’eau distillée ou déionisée.

## Risques
- R14 : Réagit violemment au contact de l'eau.
- R39/26/27/28 : Très toxique : danger d'effets irréversibles très graves par inhalation, par contact avec la peau et par ingestion.
- R49 : Peut provoquer le cancer par inhalation.
- R54 : Toxique pour la flore.
- R55 : Toxique pour la faune.
- R56 : Toxique pour les organismes du sol.
- R58 : Peut entraîner des effets néfastes à long terme pour l'environnement.

## Précautions à prendre
Le port des lunettes de sécurité est obligatoire, comme celui de gants imperméables et résistants aux acides et d'un tablier de laboratoire. Travail sous hotte ventilée.
Le respect du sens d'addition de l'acide sulfurique (le liquide le plus dense) dans la solution de dichromate (moins dense) est impératif afin d'éviter les projections d'éclaboussures bouillantes. L'hydratation de l'acide sulfurique concentré dégage une très importante quantité de chaleur qui doit être dissipée dans toute la masse de la solution et non pas à la seule interface acide sulfurique/eau. En cas de non respect du sens d'addition des réactifs, la vaporisation de l'eau qui flotte à la surface de l'acide sulfurique plus dense est immédiate et explosive. L'addition de l'acide sulfurique concentré à la solution saturée de dichromate doit également être réalisée lentement et par petites étapes pour éviter une hausse subite et incontrôlée de la température du mélange et diminuer le risque d'éclaboussures.
- S01 : Conserver sous clé.
- S07 : Conserver le récipient bien fermé.
- S13 : Conserver à l'écart des aliments et boissons y compris ceux pour animaux.
- S16 : Conserver à l'écart de toute flamme ou source d'étincelles – Ne pas fumer.
- S17 : Tenir à l'écart des matières combustibles.
- S18 : Manipuler et ouvrir le récipient avec prudence.
- S20 : Ne pas manger et ne pas boire pendant l'utilisation.
- S21 : Ne pas fumer pendant l'utilisation.
- S22 : Ne pas respirer les poussières.
- S23 : Ne pas respirer les gaz/vapeurs/ fumées/aérosols.
- S28 : Si contact avec la peau, se laver immédiatement et abondamment avec de l'eau de ville durant une demi-heure et appeler les urgences médicales.
- S29 : Ne pas jeter les résidus à l'égout.
- S30 : Ne jamais verser de l'eau dans ce produit.
- S49 : Conserver uniquement dans le récipient d'origine.
- S60 : Éliminer le produit et son récipient comme un déchet dangereux.